# 배턴 트월링
배턴 트월링(Baton Twirling)은 양 끝에 고무 추를 붙인 금속봉을 돌리거나 공중에 던지는 연기를 실시하는 퍼포먼스이며, 스포츠의 일종이기도 하다.

## 배턴
봉의 가운데를 샤프트라 하며 양 끝의 추는 큰 것이 볼, 작은 쪽은 팁으로 불린다. 볼·팁은 크기가 다르기에 중심은 샤프트의 중심에서 조금 바깥에 있다.

## 기법
크게 나누어 다음의 3종류로 나뉜다.
- A 리얼-배턴을 공중에 던지는 동작.
- 롤-배턴을 손으로 들지 않고 신체를 굴리는 동작.
- 컨택트 매테리얼-배턴을 손이나 손가락으로 회전시키는 동작.

컨택트 매테리얼은 컨택트라고 생략해지는 경우가 있다.
이러한 바리에이션, 편성으로 기법은 수천 종으로 세분된다.
또, 배턴 트월링에서는 측전이나, 회전 등의 기술도 요구된다.
일루전 등도 그 하나이다.
배턴의 기술은 거의 외국어에서 오고 있다.

## 의상, 화장
의상 등은 레오타드 등이 주요하지만, 드레스 등도 입는다.
레오타드에는 스커트 등도 있어, 선택할 수 있게 되어 있다.
그 외, 자기가 의상을 준비하는 경우도 있다.
화려한 의상을 몸에 걸친다.
경기 그 자체 이외에 경기자의 표정 등도 채점의 대상이 되기에,
화장은 아이섀도, 립스틱을 진하게 바르는 등, 경기자의 표정이 빛나는 진한 화장을 하는 경우가 많다.
또, 퍼레이드 등에서 행해지는 배턴 트월링의 경우에는 흰 롱 부츠를 착용하기도 한다.

## 경기

### 일본
1년에 1~2회 배턴 트월링 콘테스트, 1년에 1회 선수권 대회가 실시된다.
콘테스트는 각 부문에서 과제곡이 정해져 있으며 연기 시간은 1분 30초이다.
배턴 트월링 콘테스트의 종목은
- 솔로 트월 (기본·입문·초급·중급·상급·선수권)
  - 과제곡 솔로 스페셜
- 2배턴 (초급·중급·상급·선수권)
  - 과제곡 토우 배턴·페어 스페셜
- 솔로 스트럿 (초급·중급·상급·선수권)
  - 과제곡 영광으로의 마치
- 페어 (초급·중급·상급·선수권)
  - 과제곡 투 배턴·페어 스페셜
- 댄스 트월 (초급·중급·상급·선수권)
  - 과제곡 더 서니플라이트
- 3배턴 (선수권)

이다.
단체의 큰 대회로서 줄 수 있는 '일본 마칭 밴드 배턴 트월링 협회'가 주최하는 대회는 과제곡은 자유. 연기 시간은 3~4분 간. 초등학생부, 중학생부, 고등학교부 (배턴 편성, 펑펑 편성), 일반부 (배턴 편성·폰폰헵아트의 부)로 나누어져 있어 여름에 전국 각지의 도도부현 대회, 가을에 지방 대회를 거쳐 싸워 이긴 단체가, 겨울에 전국 대회에 출장할 수 있다. 그 외에 자유형이나 컴퍼서리, 기능 검정도 있어, 대회의 수는 헤아릴 수 없다.
그 외에 자유형이나 자유형 페어, 컴퍼서리, 쇼트 프로그램, 기능 검정도 있다.

## 역사
군악대의 지휘자 (드럼 메이저)가 지휘 지팡이를 휘두른 것이 원형으로 여겨진다. 그 때문에, 현대에도 자주 마칭 밴드와 함께 행동한다. 20세기 초에 아메리카 합중국에서 퍼졌으며, 일본에는 1959년에 마나세 마사오에 의해서 소개되어 1960년대에 고산 아이코 등의 연기자에 의해서 학교를 중심으로 퍼졌다.
1977년, 세계에서의 배턴 트월링의 경기 인구의 급격한 증가에 의해, 세계 배턴 트월링 연합 (World Baton Twirling Federation)이 설립되었다. 그리고 1980년, WBTF 주최의 '제1회 세계 배턴 트월링 선수권 대회'가 미국의 시애틀에서 개최되었다. 현재 WBTF에 가맹하고 있는 나라는, 오스트리아·벨기에·브라질·캐나다·크로아티아·잉글랜드·프랑스·독일·헝가리·아일랜드·세이셸·슬로베니아·남아프리카공화국·스페인·스웨덴·스위스·미국의 총 23개국이다.
일본에서는 2001년에 텔레비전 애니메이션 《코스믹 배턴 걸 코메트상☆》이 방영되어 다카라가 완구 배턴을 팔기 시작했다.
배턴 트월링의 세계 대회에서 연속해 우승한 타카하시 노리코, 이나가키 쇼오지가 있으며, 모두 세계적으로 유명한 퍼포먼스 집단인 태양의 서커스에 출연하고 있다. 타카하시는 'Ka' (2004년부터 2014년)로, 이나가키는 'ZED' (2008년부터 2011년)로 각각 솔로의 연기를 드러내는 중요한 역할을 담당하고 있다.

## 참고 문헌
- 고산 아이코 '뷰티풀 배턴' 문연출판, 1984년, ISBN 4580901819
- 호리우치 테루코 '배턴 트월링 입문' 코단샤, 1984년, ISBN 4062004542

## 같이 보기
- 댄스
- 펜 돌리기